# Hellmut Lantschner
Hellmut „Heli“ Lantschner (* 11. November 1909 in Igls; † 4. Juli 1993 in Lans) war ein österreichischer und deutscher alpiner und nordischer Skiläufer. Er startete in seiner Karriere sowohl für den ÖSV, als auch bedingt durch den „Anschluss“, für den DSV und kürte sich bei den Weltmeisterschaften 1939 in Zakopane zum Weltmeister im Abfahrtslauf.

## Biografie
Hellmut Lantschner und seine Schwester Grete entstammten dem Igler Zweig der berühmten Lantschner-Skifamilie, die den alpinen Skisport in den späten 1920er- und 1930er-Jahren prägte. Bereits im Alter von sieben Jahren bestritt er sein erstes Rennen und entwickelte sich während seiner Laufbahn zu einem kompletten Skiläufer. Nach der Matura begann er ein Medizinstudium, das er jedoch später zu Gunsten seiner erfolgreichen Sportkarriere aufgab. 1929 feierte er seine ersten Erfolge mit dem zweiten Platz im Parsenn-Derby und einem Dritten Rang im Slalom von Davos. Ein Jahr später scheiterte er als zweimaliger Vierter knapp an einem Medaillengewinn in den Alpinbewerben bei den damaligen Akademischen Weltmeisterschaften.
In seinen frühen Jahren legte er sein Hauptaugenmerk noch auf die nordischen Bewerbe und gewann 1930 in Kitzbühel den Sprunglauf und die Nordische Kombination bei den Österreichischen Meisterschaften. 1931 feierte er mit dem Sieg auf dem Zugspitzenplateau seinen ersten bedeutenden Erfolg in einem Slalom und belegte im Jahr darauf gute Plätze bei den österreichischen Meisterschaften. Die Heimweltmeisterschaften 1933 in Innsbruck musste er auf Grund einer Verletzung auslassen. Nach einjähriger Pause kehrte er erst im Winter 1934 auf die Skipisten und Sprungschanzen zurück, musste seine Karriere aber erneut unterbrechen. Wegen seiner offenen politischen Betätigung im Rahmen der Februar-Unruhen in Österreich drohte ihm die Verhaftung, der er sich nur durch eine Flucht nach Deutschland entziehen konnte. Noch im selben Winter wechselte Heli Lantschner daraufhin vom österreichischen in den Deutschen Skiverband und wurde in Berchtesgaden Deutscher Meister in der Alpinen Kombination.
Hellmut Lantschner galt in den 30er Jahren als der beste Vierer-Kombinierer (frühe gemischte Form der alpinen und nordischen Kombination, die sowohl den Sprunglauf, Skilanglauf als auch Abfahrt und Slalom umfasste), kam jedoch bei Großereignissen auf Grund seines Karriereverlaufs und anderer Faktoren wie seiner Skilehrertätigkeit (Olympische Spiele 1936) oder dem Boykott der Alpinen Skiweltmeisterschaften 1936 durch den DSV nur selten zum Einsatz. 1937 startete er, inzwischen 27-jährig, verletzungsbedingt relativ spät in die Saison und verpasste damit erneut einen Startplatz bei den Weltmeisterschaften, gewann jedoch im März die Abfahrt und Kombination bei den stark besetzten Rennen am Feldberg. Lantschner konzentrierte sich von nun ab immer mehr auf die Alpinbewerbe, gewann 1938 in Wengen die Schweizer Meisterschaft in Abfahrt und Slalom sowie den Titel des Schweizer Skimeisters in der Viererkombination. Ebenso gewann er alle drei alpinen Wettbewerbe bei den deutschen Skimeisterschaften (erstmals wurden auch Titel in Abfahrt und Slalom vergeben). Er erreichte zudem zwei Siege in Abfahrt und Slalom im schweizerischen Arosa und gewann alle Alpinbewerbe bei der Konkurrenz in Engelberg. Bei den Weltmeisterschaften 1938, die ebenfalls in Engelberg ausgetragen wurde, blieb er zu seiner eigenen Überraschung sieglos, erreichte aber in Abfahrt, Slalom und alpiner Kombination jeweils den dritten Platz. Seine große Stunde schlug ein Jahr darauf bei den Alpinen Skiweltmeisterschaften 1939 im polnischen Zakopane, wo er sich vor Pepi Jennewein und Karl Molitor zum Weltmeister in der Abfahrt kürte. Noch im selben Jahr feierte er auch einen Sieg im Slalom bei den französischen Meisterschaften in Luchon und gewann auch den Slalom im Rahmen des Tschammer-Pokals in St. Anton am Arlberg.
Bei der Wintersportwoche in Garmisch und bei den Großdeutschen Meisterschaften in St. Anton stand Lantschner 1940 im Schatten der jungen Garde um Pepi Jennewein und Willi Walch. Trotzdem erreichte er noch einige Spitzenplätze und gewann im Winter 1940/41, als die Renneinsätze aufgrund der Kriegsereignisse weniger wurden, noch einen Slalom auf der Zugspitze. Im italienischen Cortina d’Ampezzo erreichte er bei den später von der FIS nicht mehr anerkannten Weltmeisterschaften noch gute Platzierungen und bestritt nach längerer Zeit auch wieder eine Nordische Kombination, die er mit dem beachtlichen elften Rang abschloss.
Aufgrund des Kriegsverlaufs wurden in den folgenden Jahren keine Wettbewerbe mehr durchgeführt. Nach dem Zweiten Weltkrieg kehrte Heli Lantschner nach Österreich zurück. 1948 gewann er mit 38 Jahren sensationell die Abfahrt auf der Kitzbüheler Streif und holte sich mit dem dritten Rang im Slalom am Ganslernhang auch den Sieg in der Hahnenkamm-Kombination. Im selben Jahr gewann er noch den neu eingeführten Riesentorlauf in Seefeld und am Zürser See und wurde Österreichischer Meister in der Abfahrt. In der Saison 1948/49 erreichte er sein bestes Resultat in einem Kandahar-Rennen mit einem dritten Platz im Slalom in St. Anton. Mit vierzig Jahren gelang Hellmut Lantschner mit drei Siegen in Badgastein (Slalom, Riesenslalom, Alpine Kombination) noch ein großes Erfolgserlebnis. Seinen letzten bedeutenden Erfolg feierte er nach einer fast ein Vierteljahrhundert lang dauernden Karriere mit dem Sieg im Slalom von Bad Wiessee im Jahr 1950. Im darauffolgenden Jahr bestritt er sein letztes Rennen und erreichte seinen letzten Podestplatz im Slalom von Lech am Arlberg.
Nach seiner aktiven Karriere arbeitete Hellmut Lantschner, inzwischen verheiratet und Vater zweier Töchter, als Trainer und schrieb mehrere Bücher über sein Leben, seine Karriere und die technischen Entwicklungen und Veränderungen im alpinen Skisport. Insgesamt gewann der Tiroler eine Gold- und drei Bronzemedaillen bei Weltmeisterschaften und 30 alpine sowie 7 nordische FIS-Bewerbe. Darüber hinaus sicherte er sich 13 zweite Plätze in alpinen und 2 zweite Ränge in nordischen sowie 18 dritte Plätze in alpinen und 8 dritte Ränge in nordischen Skibewerben. Heli Lantschner verstarb als einer der erfolgreichsten österreichischen und deutschen Skiläufer am 4. Juli 1993 in Lans.

## Sportliche Erfolge

### Weltmeisterschaften
- Englberg 1938: 3. Abfahrt, 3. Slalom, 3. Alpine Kombination
- Zakopane 1939: 1. Abfahrt, 5. Slalom, 5. Alpine Kombination

### Nationale Meisterschaften
Österreichische Meisterschaften:
- Österreichischer Meister im Skispringen und der Nordischen Kombination 1930
- Österreichischer Meister in der Abfahrt 1948

Deutsche Meisterschaften:
- Deutscher Meister in der Alpinen Kombination 1934
- Deutscher Meister in Abfahrt, Slalom und Alpiner Kombination 1938

Schweizer Meisterschaften:
- Schweizer Skimeister in der Viererkombination 1938
- Schweizer Meister in Abfahrt und Slalom 1938

### Siege in FIS-Bewerben
- Abfahrt und Sprunglauf in Gurgl 1930
- Sprunglauf in Adelboden 1930
- Sprunglauf in Partenkirchen 1931
- Slalom auf der Zugspitze 1931
- Nordische Kombination in Garmisch-Partenkirchen 1932
- Abfahrt und Nordische Kombination in Feldberg 1934
- Abfahrt und Alpine Kombination in Feldberg 1937
- Abfahrt, Slalom und Alpine Kombination in Engelberg 1938
- Slalom und Alpine Kombination in Arosa 1938
- Abfahrt in Sestriere 1938
- Slalom und Alpine Kombination in Megève 1939
- Slalom in Bagnères-de-Luchon 1939 (Französische Meisterschaften)
- Slalom in St. Anton 1939 (Tschammer-Pokal)
- Slalom und Alpine Kombination in Zell am See 1940
- Slalom auf der Zugspitze 1941
- Abfahrt und Kombination in Kitzbühel 1948
- Riesentorlauf in Seefeld in Tirol 1948
- Riesentorlauf am Zürser See 1948
- Slalom, Riesenslalom und Kombination in Bad Gastein 1950
- Slalom in Bad Wiessee 1950